# Воинка (приток Лисицы)
Воинка (Большой Воин, Воин, Война, Кола) — река во Мценском районе Орловской области России, левый приток Лисицы (приток Оки).
Река известна под названием Воин с XVI века.
Берёт начало в западной части посёлка Красный Хутор на высоте около 190 м над уровнем моря. Протекает по Воинскому сельскому поселению в западном направлении. В верховье и в селе Сергиевское запружена. Через реку в районе деревни Первый Воин перекинут мост федеральной автомобильной дороги М-2 «Крым» (река на автодорожном знаке обозначена как Кола). В деревне Второй Воин имеет небольшой правый приток. Впадает в Лисицу слева на высоте 151 м над уровнем моря, напротив деревни Лисица Отрадинского сельского поселения.
На реке расположены населённые пункты: Красный Хутор, Первый Воин, Второй Воин, Санаторий «Войново», Константиновка и Сергиевское.

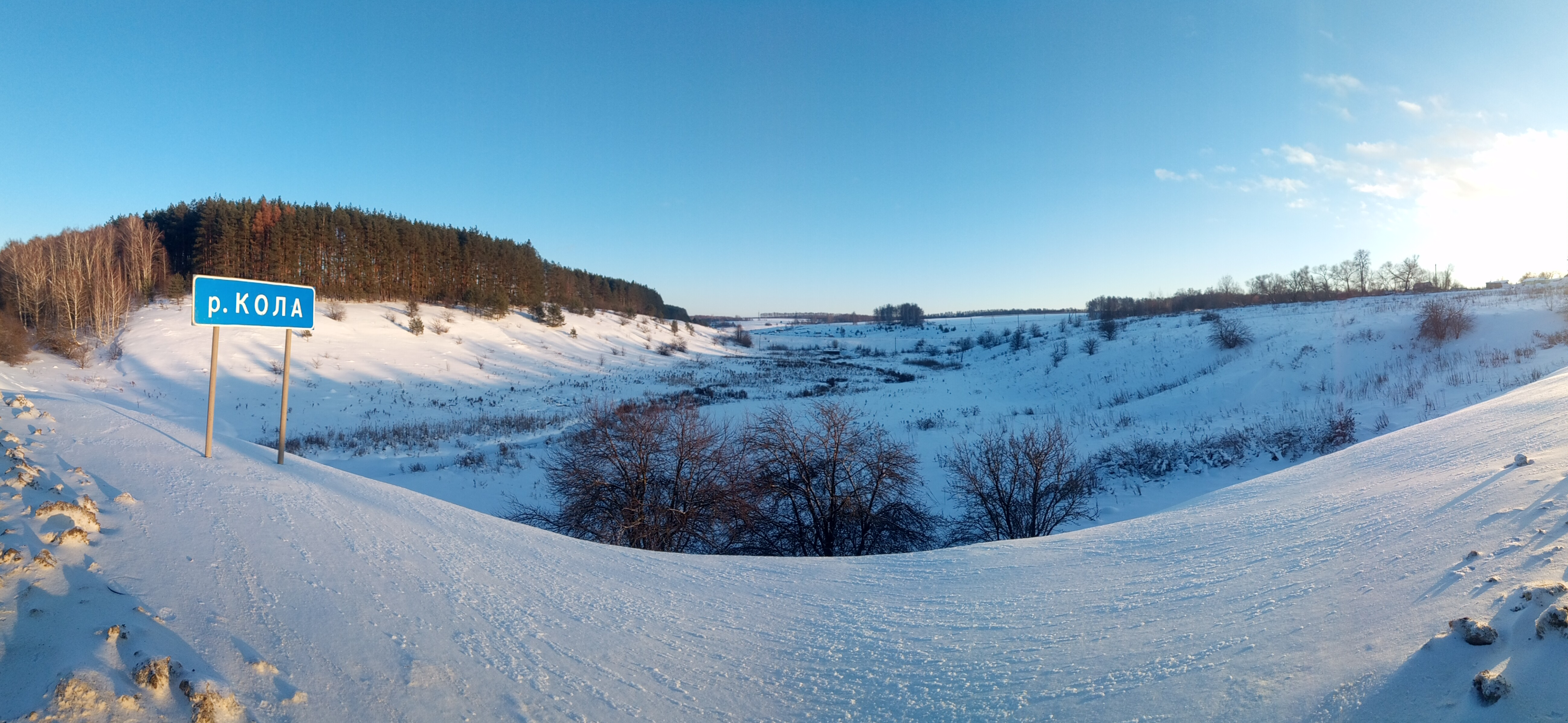
Долина реки Воинка близ трассы М2